# هيلغ فون كوخ
هيلغ فون كوخ (بالسويدية: Helge von Koch)‏ هو عالم رياضيات سويدي.